# Aplocheilidae
Aplocheilidae ist eine Familie innerhalb der Zahnkärpflinge (Cyprinodontiformes) und umfasst 16 Arten in zwei Gattungen. Die Fische sind schlank und werden fünf bis zehn Zentimeter lang. Ihre Afterflosse ist stets größer als die Rückenflosse.

## Verbreitung
Die Aplocheilidae leben im Süßwasser, seltener im Brackwasser in Indien, Sri Lanka, Madagaskar, den Seychellen und in Südostasien bis nach Java.

## Merkmale
Die Fische sind schlank, im Querschnitt fast drehrund, und erreichen Längen von 5 bis 10 Zentimeter. Ihre Augen sind relativ groß, das Maul breit und oberständig. Ihre Bauchflossenbasen stehen nah zusammen. Ein Metapterygoid (Flügelbeinknochen) und drei Basibranchiale (Knochen an der Basis des Kiemenbogens) sind vorhanden. In der Regel sind die Männchen farbenprächtig, die Weibchen einfarbig grau oder bräunlich.

## Gattungen
Früher gehörten auch die afrikanischen Arten, die heute der neuen Familie Nothobranchiidae zugerechnet werden, zu den Aplocheilidae. Heute gehören nur noch zwei asiatische Gattungen dieser Familie an.

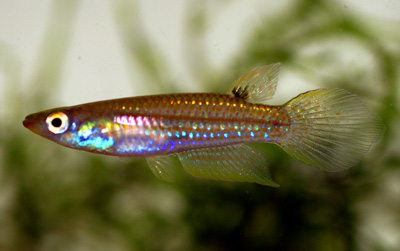
Aplocheilus parvus

- Aplocheilus
- Pachypanchax